# Fuzz (película)
Fuzz (conocida en español como El turbulento Distrito 87 en España y Aliados en el crimen en Argentina) es una película de comedia y acción estadounidense de 1972 dirigida por Richard A. Colla y protagonizada por Burt Reynolds, Yul Brynner, Raquel Welch, Tom Skerritt y Jack Weston.
El guion fue escrito por Evan Hunter, basado en su novela de 1968 del mismo nombre que es parte de su serie literaria 87th Precint escrita bajo el seudónimo de Ed McBain. Dave Grusin compuso la banda sonora de la película. El destacado ilustrador Richard Amsel pintó la obra de arte del póster, que presenta a Reynolds en una pose reclinada que recuerda su famosa página central en la revista Cosmopolitan que apareció a principios de ese año.
Aunque las novelas del 87th Precint están ambientadas en una metrópolis ficticia basada en la ciudad de Nueva York, Fuzz está ambientada y fue filmada en Boston, Massachusetts.
La película tuvo su estreno el 24 de mayo de 1972 en Los Ángeles.

## Argumento
Los detectives de policía Steve Carella, Bert Kling y Meyer Meyer son parte de un grupo de trabajo en la comisaría de policía del precinto 87 a la que es asignada la oficial Eileen McHenry. Investigan una serie de asesinatos cometidos por un hombre conocido solamente como «el sordo» y su pandilla con bombas. Primero muere un comisario, luego un político local. Los atacantes exigen una gran suma de dinero y amenazan con matar al alcalde. La unidad especial también está investigando a otros delincuentes durante este tiempo, incluyendo a un violador activo en un parque y una ola de ataques incendiarios contra hombres sin hogar.
La policía le tiende una trampa al sordo, con Carella y Meyer esperándolo disfrazados de monjas. La acción falla y simplemente atrapan a un mensajero. El sordo hace explotar la casa del alcalde y quiere celebrar con alcohol. En la tienda, accidentalmente se encuentra con Carella y Meyer, con quienes se enfrenta en un tiroteo. Mientras escapa, se encuentra con los autores de los ataques incendiarios contra hombres sin hogar y cae al río, ardiendo. Al no emerger del agua, la policía lo celebra como una victoria. Al final, se puede ver que una mano todavía se mueve en el agua.

## Reparto
- Burt Reynolds como el detective Steve Carella.
- Raquel Welch como la detective Eileen McHenry.
- Yul Brynner como el sordo.
- Tom Skerritt como el detective Bert Kling.
- Jack Weston como el detective Meyer Meyer.
- James McEachin como el detective Brown.
- Bert Remsen como el sargento Murchison.
- Steve Ihnat como el detective Parker.
- Peter Bonerz como Buck.
- Don Gordon como La Bresca.
- Dan Frazer como el teniente Amos Byrnes.
- Norman Burton como el comisionado de policía Nelson.
- Vince Howard como patrullero Marshall.
- Brian Doyle-Murray como detective.
- Charles Tyner como Pete.
- Neile Adams como Teddy.
- Tamara Dobson como Rochelle.
- Charles Martin Smith como "Baby".
- Robert Jaffe como Alan Parry.

## Producción
La secuencia de créditos iniciales de la película se filmó en la estación City Square de Charlestown y sus alrededores en la Línea Naranja elevada de la Autoridad de Transporte de la Bahía de Massachusetts (demolida en 1975), así como en la Línea Roja cuando emerge de su túnel de Cambridge para cruzar el Puente Longfellow de camino a Boston. Otros lugares de rodaje de Boston incluyen North End, Boston Common y Public Garden, donde Burt Reynolds se disfraza de monja.
Reynolds recordó: «Fue un poco borroso. Fue hecho por uno de esos directores de televisión de gran éxito. Me gustó trabajar con Jack Weston; comenzó nuestra relación. Me gustó volver a trabajar con Raquel. Y me gustó el escritor en cuyo libro se basó la película, Ed McBain, The 87th Precinct. Me gustaría dirigir uno de sus libros».
Welch recibió $ 100 000 por nueve días de trabajo. Hubo una escena en la que el personaje de Welch aparece en sostén y bragas en el baño de hombres, pero Welch inicialmente se negó a aparecer en ella. A pesar de intentar tomas alternativas, el productor Ed Feldman dijo que «simplemente no funcionó... Le prometimos a United Artists que entregaríamos cierta imagen y no la tenemos». La escena en algún momento apareció en la película.

## Recepción
Roger Ebert le otorgó a la película tres estrellas de cuatro y la calificó como «una película poco convencional, divertida y tranquilamente alegre en la que finalmente cobra vida el precinto 87 de Ed McBain. Varias películas se han basado en las novelas del precinto 87 de McBain, pero nunca una en la que la sala de la brigada fuera explorada con tanto cariño por la cámara y los detectives fueran tan humanos».
En una crítica negativa para The New York Times, Vincent Canby comentó que la película «se parece más a un ensayo general que a una película terminada, un ensayo muy seco para algo que aparentemente pretende ser una comedia-melodrama sobre la ineptitud, especialmente la ineptitud del día a día de un grupo de detectives adscritos a una comisaría de policía de Boston».
Arthur D. Murphy de Variety elogió el guion como «excelente» y «una rara combinación de viñetas entrelazadas efectivas que evolucionan lógica y literariamente hacia un clímax». Sobre las actuaciones, Murphy escribió: «Reynolds es muy bueno, Weston y James McEachin son excelentes, y Skerritt se destaca como parte del cuarteto principal de detectives destacados en la búsqueda de Brynner. El cameo desarrollado de la Srta. Welch como una mujer policía sexy es una ventaja decisiva».
Gene Siskel del Chicago Tribune otorgó a la película tres estrellas de cuatro y escribió que tiene «algo para todos: Raquel Welch y Burt Reynolds. Solo un final que intenta resolver tres tramas a la vez estropea el entretenimiento».
Kevin Thomas, de Los Angeles Times, declaró que la película es «una pieza sólida de artesanía, de buen ritmo y hábilmente ensamblada», aunque sintió que «podría haber sido igual de divertida si se hubiera desarrollado de manera menos amplia y con una caracterización más profunda. Tal como está, 'Fuzz' tiene éxito como entretenimiento sin sentido».
Gary Arnold de The Washington Post calificó la película como «un despegue alegre y genial de la fórmula de policías y ladrones», así como «el vehículo comercial más divertido y atractivo que he visto desde Sueños de un seductor. y se recomienda a sí mismo de una manera similar: como un agradable entretenimiento desechable, ideal para ir al cine en verano».
Tony Collier, de The Monthly Film Bulletin, pensó que «la comedia aquí, relatada con un fervor satírico que invita a la exageración, funciona aisladamente, sin una interacción real entre ella y la violencia, de modo que los dos elementos coexisten sin llegar a fusionarse. Sin embargo, Fuzz es una película inteligente y agradable, y a menudo muy divertida».
El Lexikon des internationalen Films de Alemania escribió que la película era una «combinación fallida de falso reportaje y thriller criminal a un ritmo agitado».